# Dendrobium lichenastrum
Dendrobium lichenastrum är en orkidéart som först beskrevs av Ferdinand von Mueller, och fick sitt nu gällande namn av Robert Allen Rolfe. Dendrobium lichenastrum ingår i släktet Dendrobium, och familjen orkidéer.
Artens utbredningsområde är Queensland. Inga underarter finns listade i Catalogue of Life.